# Disharmonic Orchestra
Disharmonic Orchestra — австрийская дэт-метал/грайндкор-группа. В 1989 году в Клагенфурте были представлены две демозаписи. После концерта с Pungent Stench группу заметил лейбл Nuclear Blast, и они подписали контракт на выпуск студийного альбома в 1989 году.

## Состав
- Patrick Klopf — гитара, вокал (1987-н.в.)
- Martin Messner — ударные (1987-н.в.)
- Hoimar Wotawa — бас-гитара (2008-н.в.)

### Бывшие участники
- Herald Bezdek — гитара (1987—1988)
- Herwig Zamernik — бас-гитара (1988—2008)

## Дискография

### Студийные альбомы
- Expositionsprophylaxe (1990)
- Not to be Undimensional Conscious (1992)
- Pleasuredome (1994)
- Ahead (2002)
- Fear Of Angst (2016)

### Демо
- The Unequalled Visual Response Mechanism (1988)
- Requiem for the Forest (1988)

### EP/сплиты
- Сплит с Pungent Stench (1989)
- Successive Substitution (1989)

### Сборники
- Disappeared With Hermaphrodite Choirs (1990)
- Disharmonisation (1990)

### Синглы
- Mind Seduction (1992)